# Vitbandat nejlikfly
Vitbandat nejlikfly, Hadena compta, är en fjärilsart som beskrevs av Michael Denis och Ignaz Schiffermüller, 1775. Vitbandat nejlikfly ingår i släktet Hadena och familjen nattflyn, Noctuidae. Enligt den svenska rödlistan är arten nära hotad, NT, i Sverige. Arten hade en livskraftig, (LC) population i Finland vid de senaste två bedömningarna, 2010 och 2019. Vid bedömningen 2000 var arten rödlistad som nära hotad, NT.  I Sverige förekommer arten i huvudsak i Skåne södra Halland och västra Blekinge med ströfynd i omgivande områden, Småland och på Öland. Äldre ströfynd finns också i Södermanland och Uppland Tre underarter finns listade i Catalogue of Life, Hadena compta afghana Brandt, 1947, Hadena compta kashgaia Brandt, 1947 och Hadena compta persica Schwingenschuss, 1939.

## Bildgalleri

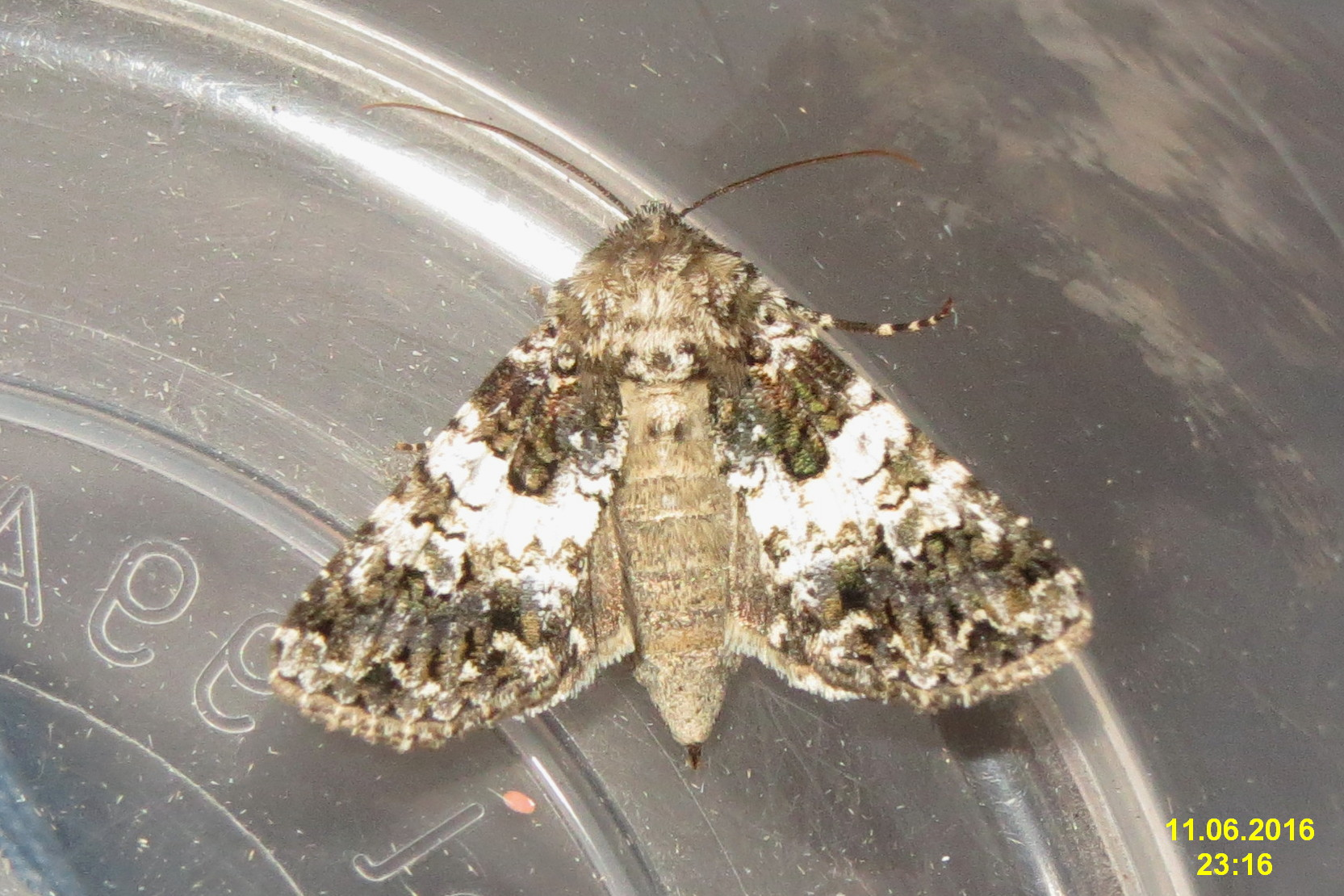
Imago fjäril
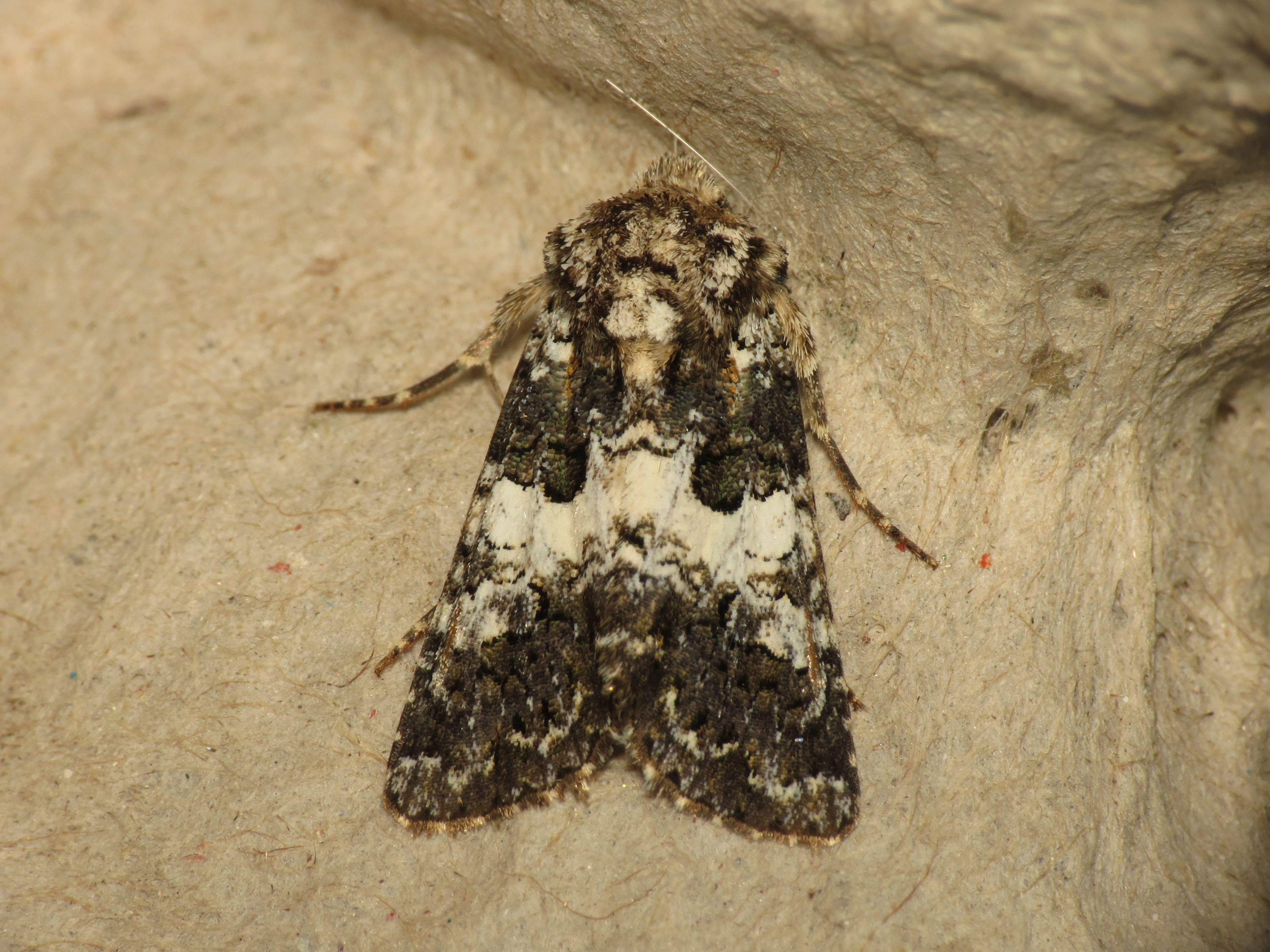
Imago fjäril
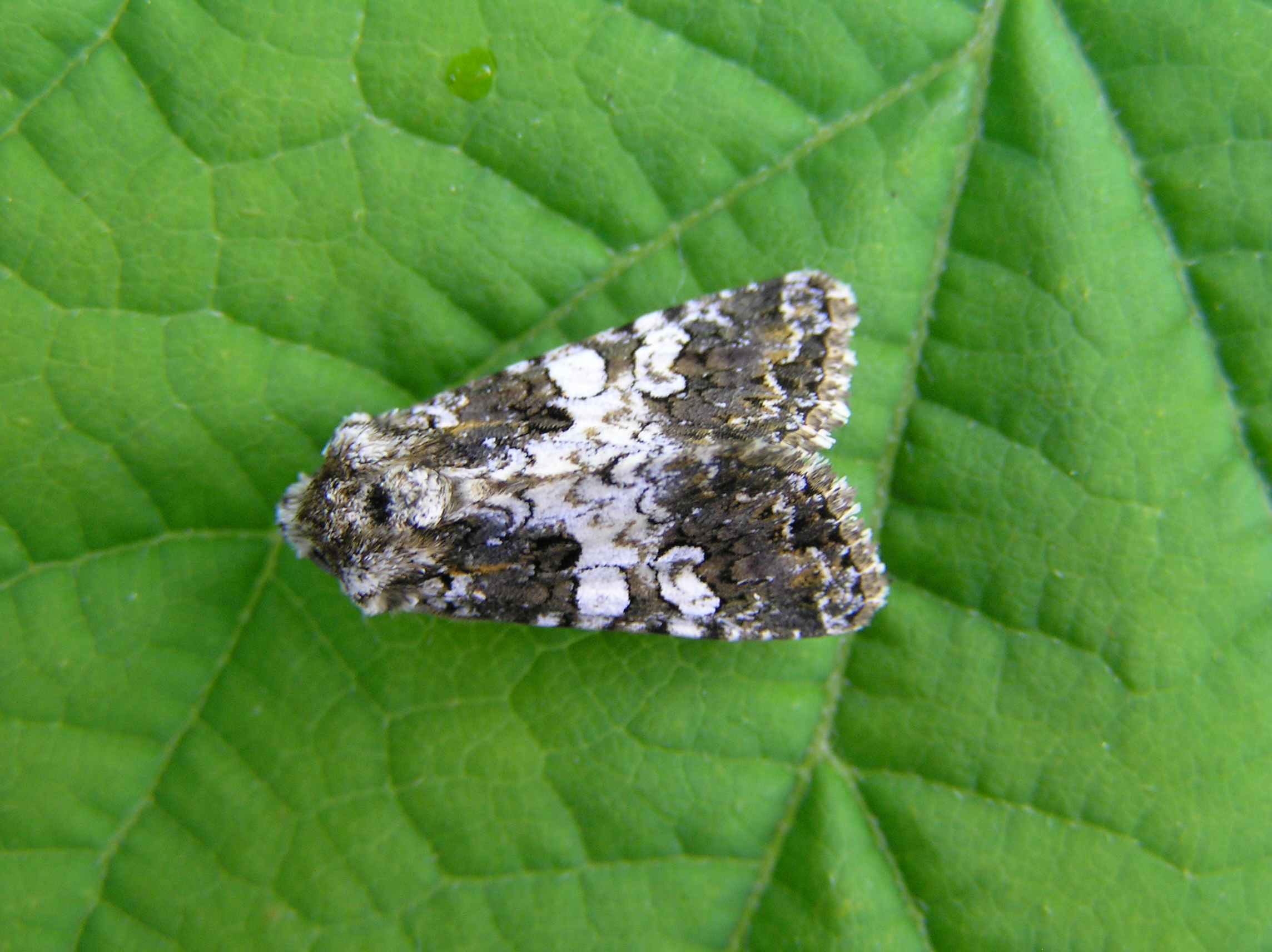
Imago fjäril
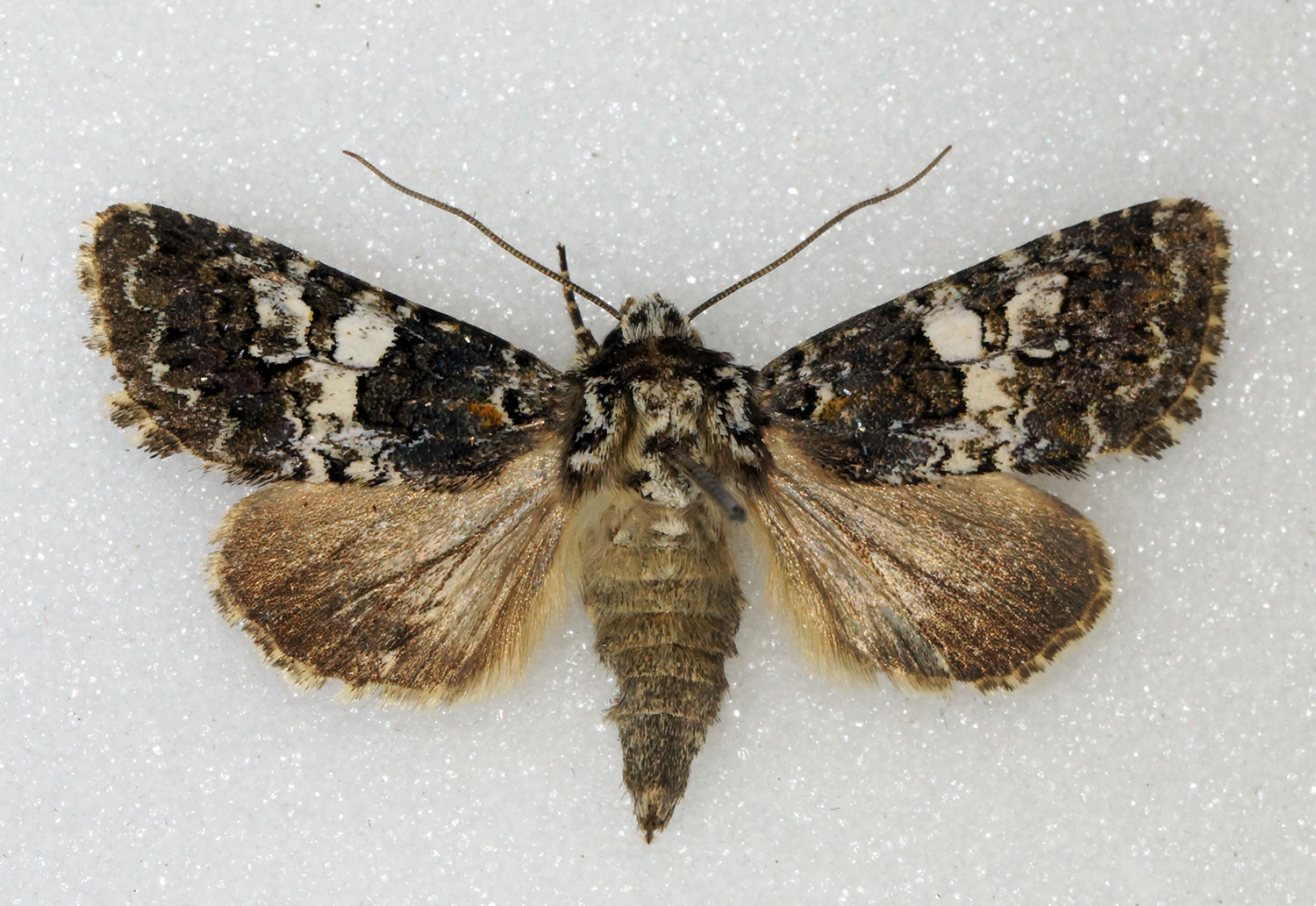
Preparerad (uppnålad) imago fjäril.